# Shi Hwa Mong – Ein Drilling kommt selten allein
Shi Hwa Mong – Ein Drilling kommt selten allein (Hangeul: 시화몽 Shi Hwa Mong, übersetzt „Anfang Blume Traum“) ist eine Manhwa-Serie von Lee Jong-eun (이종은). Sie richtet sich vorwiegend an jugendliche Mädchen, lässt sich also der Sunjeong-Gattung zuordnen.

## Handlung
Die Drillinge Shi, Hwa und Mong You sind in verschiedenen Ländern bei Freunden ihres Vaters aufgewachsen, der die Kinder nach dem Tod der Mutter getrennt hat. Er konnte sich nicht um seine Töchter kümmern, da er möglichst viel arbeiten und Geld verdienen wollte, um ihnen ein gutes Leben zu ermöglichen. 
Shi hat in Amerika gelebt und beschließt, nachdem sie die High School drei Jahre zu früh abgeschlossen und zahlreiche College-Angebote abgelehnt hat, nach Südkorea zurückzukehren. Mong, die für süße Dinge schwärmt, kehrt zur selben Zeit in ihr Heimatland zurück. In Japan hatte sie einen Freund, Ritsuki, dessen Familie mit der Beziehung allerdings nicht einverstanden war. In ihrem Elternhaus treffen Shi und Mong, die sich bereits am Flughafen begegnet sind, auf Hwa, die als die einzige der Drillinge in Korea geblieben ist. Die drei Schwestern wohnen fortan zusammen. Hwa, die im Gegensatz zu Shi still ist und keine Freunde hat, lernt in der Oberschule den beliebten Robin kennen und lässt sich zögernd auf eine Beziehung mit ihm ein. Ritsuki, der in Japan als junger Yakuza tätig war, folgt Mong nach Korea und bekommt dort einen Job als Model.
Während Shi und Mong ein idealisiertes Bild von ihrem Vater haben, hasst Hwa ihn dafür, dass er ihre Schwestern weggebracht hat und sich nie um sie gekümmert hat. Sie versteht nicht, warum er sie alleine gelassen hat, als ihre Großmutter gestorben ist. Es stellt sich heraus, dass der Mann, der sich all die Jahre um Hwa gekümmert hat und sich als ihr Onkel ausgegeben hat, in Wirklichkeit der Vater der Drillinge ist.

## Veröffentlichungen

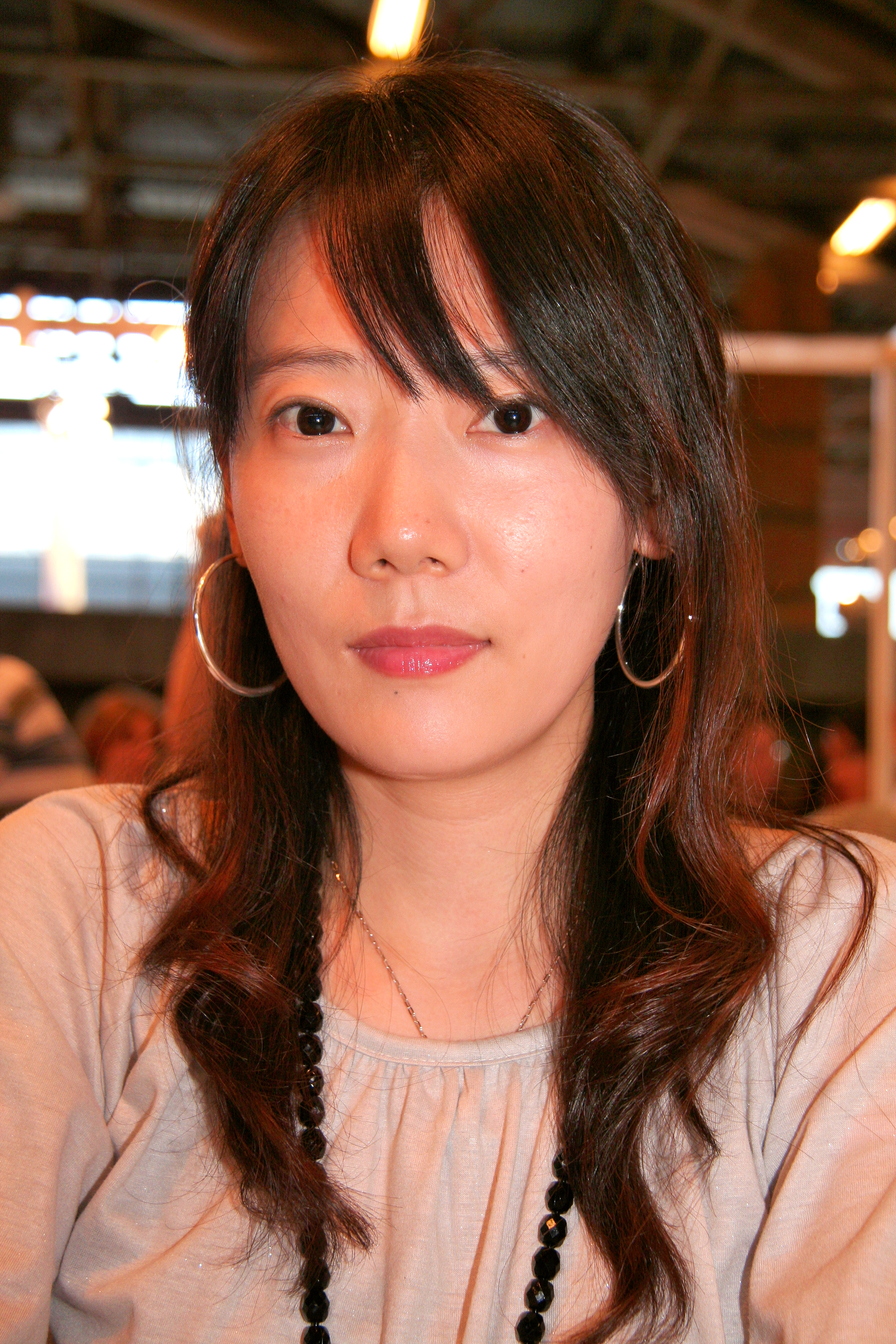
Lee Jong-eun (2008)

Shi Hwa Mong erscheint in Südkorea in Einzelkapiteln im Magazin Sugar. Seoul Culture Corporation bringt diese Einzelkapitel seit September 2002 auch in Sammelbänden heraus; bislang sind zwölf erschienen.
Die Comicserie wird ins Französische, Italienische und Deutsche übersetzt. In Italien und Deutschland veröffentlicht Panini Comics die Manhwa-Serie. Von April 2005 bis November 2007 sind zehn Bände auf Deutsch im Label Planet Manhwa erschienen. Shi Hwa Mong war 2005 in Deutschland der siebterfolgreichste koreanische Comic. Trotzdem stellt der Verlag die Serie nach der Veröffentlichung des zehnten Bandes aufgrund nicht zufriedenstellender Verkaufszahlen ein. In Frankreich erscheint der Manhwa als Trois sœurs jumelles bei Saphira.

## Rezeption
In der AnimaniA lobte man 2005 vor allem den Zeichenstil. Zwar hätte Lee Jong-eun Probleme mit Füßen und räumlicher Tiefen, doch könne mit ihren Darstellungen hervorragend die Empfindungen der Protagonisten ausdrücken. Die Handlung sei witzig und die Erzählweise abwechslungsreich.